# Anthony Coullet
Anthony Coullet (né le 10 janvier 1997) est un haltérophile français, licencié au club d'haltérophilie de Monteux, dans le Vaucluse. 

## Carrière sportive
Anthony Coullet commence sa carrière internationale au championnat d'Europe junior, en 2012, ou il finit 7e. Lors de sa participation au championnat d'Europe des moins de 17 ans, en 2013, il se place en 8e position européenne. Il s'améliore au même championnat, en 2014, en finissant à la 4e place. La même année, il participe aux Jeux olympiques de la jeunesse de 2014, ou il remporte une médaille de bronze, en catégorie des + de 85 kg. En 2017, Anthony Coullet participe aux championnats du monde, junior et sénior : il finira 6e du 1er et 16e du second. Durant cette période, il sera 5 fois champion de France, dans sa classe d'age.

## En savoir plus